# Lozen Nunatak
Lozen Nunatak är en nunatak i Antarktis. Den ligger i Sydshetlandsöarna. Argentina, Chile och Storbritannien gör anspråk på området. Toppen på Lozen Nunatak är 440 meter över havet.
Terrängen runt Lozen Nunatak är kuperad åt nordväst, men åt sydost är den bergig. Trakten är glest befolkad. Närmaste befolkade plats är St. Kliment Ohridski Base, 10,9 kilometer väster om Lozen Nunatak. 